# Suore catechiste di Gesù crocifisso
Le Suore Catechiste di Gesù Crocifisso (in spagnolo Hermanas Catequistas de Jesús Crucificado; sigla H.C.J.C.) sono un istituto religioso femminile di diritto pontificio.

## Storia
La congregazione fu fondata a Guadalajara dal sacerdote Juan Nepomuceno Guzmán Hernández insieme con María Guadalupe Gallegos Franco: le origini dell'istituto risalgono al 1919 circa, quando la Gallegos Franco conobbe Guzmán Hernández e iniziò a collaborare ai suoi progetti di apostolato catechistico nelle parrocchie, ma l'anno di fondazione viene individuato nel 1951, quando le costituzioni dell'istituto vennero presentate all'arcivescovo di Guadalajara per una prima approvazione.
L'istituto ricevette il pontificio decreto di lode il 26 aprile 1974.

## Attività e diffusione
Le suore si dedicano alla catechizzazione della gioventù.
Oltre che in Messico, sono presenti in Ciad, Cile, Guatemala, Guinea Equatoriale, Perù, Spagna e Stati Uniti d'America; la sede generalizia è a Zapopan.
Alla fine del 2015 l'istituto contava 186 religiose in 31 case.